# География инноваций
География инноваций — направление в экономической географии и региональной экономике, исследующее пространственные закономерности создания, внедрения и распространения новых идей, технологий, продуктов, а также влияние этих процессов на региональное развитие.
Наиболее яркими представителями являются: М. Фельдман, Р. Флорида, Р. Бошма, Д. Аудретш (Одрич), Б. Асхайм, Б.-Э. Люндваль, А. Родригес-Поус, М. Фрич и многие другие. В рамках темы в разное время работали П. Кругман, М. Портер, Ц. Грилихес, Р. Нельсон, К. Фримен и др. Представителей направления отличает активное использование формальных методов.
В СССР исследования в этой области преимущественно концентрировались вокруг цикла «наука-техника-производство». В России среди авторов наиболее высокоцитируемых работ по теме можно назвать Л. М. Гохберга, И. Г. Дежину, Н. И. Иванову, А. И. Татаркина, В. М. Полтеровича. В отечественной экономической географии, в первую очередь, выделяются работы В. Л. Бабурина и А. Н. Пилясова.
На географическом факультете МГУ читается отдельный курс по географии инновационных процессов (Авторы: Бабурин В. Л., Земцов С. П.), в НИУ ВШЭ есть отдельный курс по региональной инновационной политике.

## Основные положения
Внешние эффекты и инновации
Нововведения включают в себя формализуемое знание, которое может быть передано в виде статей, с помощью формул, графиков, и неявное знание, которое сложно формализуемо и может быть передано только от учителя к ученику. Последнее концентрируется там, где давно существуют научные школы, крупные исследовательские центры, а передача подобных знаний возможна в территориально ограниченных ареалах. Наличие неявных знаний определяет невозможность повсеместного создания и поддержки новых технологий.
Особенностью значительной части знаний являются такие характеристики как неделимость, возможность использовать неограниченное число раз и невозможность полностью исключить других агентов от его использования. Поэтому инновационная деятельность одних агентов порождает положительные внешние эффекты для других, так называемые перетоки знания (от англ. knowledge spillover), причем агенты могут не взаимодействовать непосредственно.
Перетоки знания — это процесс, в рамках которого «знание, созданное одной компанией (индивидуумом или группой людей), может быть использовано другими без компенсации, или с компенсацией меньшей, чем стоимость самого знания». Отдача от новых знаний на уровне регионов и отраслей существенно выше, чем на уровне конкретной фирмы, поэтому инновационная политика в большей мере должна быть направлена на региональное стимулирование, нежели на поддержку отдельных фирм. Переток знаний наиболее интенсивно происходит в территориально ограниченных ареалах. Например, число патентных цитат кардинально убывает при увеличении расстояния между изобретателями, критическим считается расстояние выше 150—200 км. Для России оно может быть ниже из-за меньшей мобильности и большей замкнутости научных школ, что определяет приоритет в изучении и поддержке региональных и локальных инновационных систем.
Среди внешних эффектов, исследуемых в географии инноваций, следует различать: эффекты кластеризации (локализации), или эффекты Маршалла — Эрроу — Ромера, и урбанизации, или Джекобс-эффекты.
Эффекты кластеризации возникают при совместной локализации фирм в общей сфере деятельности, то есть при специализации территории на отдельной отрасли. Они являются основой изучения промышленных районов, научно-производственных объединений в СССР и современных кластеров. Географическая близость фирм в близких отраслях (кластерных группах) может быть выгодна в связи с наличием доступа к специализированным факторам производства, к специфическим и неявным знаниям и компетенциям. Члены кластера могут взаимодействовать и перенимать разработки, происходит переток знаний, а поэтому наблюдается высокая интенсивность создания и распространения новых технологий. Кластерная политика выступает одним из значимых инструментов инновационной политики в Европейском Союзе.
Эффекты урбанизации проявляются при высокой концентрации (плотности) агентов и диверсификации их деятельности. При близости агентов происходит активный обмен и переток знаний. Формирование новых технологий за пределами городов возможно, но сильно ограничено. Причем расстояние рассматривается как индикатор познавательной (степень близости в знаниях), организационной, социальной (степень доверия), институциональной и технологической близости. В случае высокой специализации города или региона возможен «эффект блокировки», когда обмен между когнитивно и технологически близкими агентами не происходит, а в обратном случае он будет отсутствовать из-за невозможности взаимодействия между «удаленными» агентами. Поэтому важно не просто разнообразие фирм в регионе, а разнообразие в смежных отраслях — так называемое «связанное разнообразие» (от англ. related variety).
Институты и укоренение инновационной деятельности
Знания благодаря их неделимости обладают кумулятивной природой, поэтому требуется время на укоренение инновационной деятельности в социальных системах, то есть накопление соответствующих знаний, вовлечение членов сообщества, развитие связей между агентами, формирование культурной среды, открытой для новых идей, создание соответствующих институтов поддержки. Сам процесс создания и внедрения новых технологий должен институционализироваться до стадии универсального набора действий — «рутин» по терминологии Р. Нельсона, когда каждый член сообщества, каждая фирма знают четкие алгоритмы, которые необходимо пройти, чтобы создать и реализовать новый продукт. При этом предпринимательство и инновационная деятельность положительно воспринимаются большей частью сообщества. С учетом эффекта укоренённости (от англ. embeddedness) эмиграция инноваторов и фирм не всегда может привести к требуемому приросту новых знаний в регионе. Укоренение способствует образованию территориальных инновационных систем — устойчивых сетей взаимодействия между фирмами, научными центрами, институтами развития, инфраструктурой поддержки и т. д.
Производственная функция знаний
Для описания эндогенных факторов роста Ц. Грилихес предложил формальную модель производственной функции знаний (ПФЗ), в которой затраты на НИОКР положительно влияют на производство неких ненаблюдаемых знаний, имеющих экономическую ценность. Производство знаний определяется затратами за текущий и за предыдущие периоды (кумулятивность), затратами изучаемого региона, отрасли, но и близких к ним (межрегиональные и межотраслевые перетоки знаний). Модель ПФЗ неоднократно использовалась в эмпирических исследованиях. Основная критика связана с тем, что в отличие от детерминированных производственных процессов, создание новых технологий носит вероятностный характер. Невозможно увеличить их генерацию только путем увеличения финансирования, так как процесс является кумулятивным с большой долей неявного знания. Альтернативные модели указывает на то, что именно человек-инноватор и его характеристики (человеческий капитал, предпринимательская активность и т. д.) являются основными факторами.
Увеличение человеческого капитала, в первую очередь, связано с привлечением творческих профессионалов. При этом конкуренции регионов и городов за них будет нарастать в связи с процессами автоматизации рутинных функций и ростом значимости творческого начала. Креативный класс стремится жить в наиболее комфортной среде с точки зрения природно-экологических условий, запаса знаний, уровня развития технологий и толерантности. Ряд крупных городов мира (Лондон, Барселона, Сан-Франциско и др.) применяют идеи Р. Флориды в стратегиях развития.
Роль предпринимательства
В модели производственной функции П. Ромера экономический рост через сектор создания новых технологий зависит от человеческого капитала и запаса знаний. Но в ЕС, несмотря на их наличие, отдача от НИОКР существенно ниже, чем в США. Данное противоречие получило название — «европейский инновационный парадокс». Одно из объяснений в рамках географии инноваций связано с низкой предпринимательской активностью в регионах ЕС. Появление новых фирм является своего рода трансфертным механизмом, когда новые технологии реализуются в стартапах, позволяя коммерциализировать накопленный капитал. С эволюционной точки зрения появление и исчезновение фирм — это форма экспериментирования социально-экономической системы. Предпринимательская активность требует укоренения, а предпринимательская культура может сохраняться на протяжении столетий, а соответственно и ее пространственные паттерны.
Фирма не может (или ей не выгодно) осуществлять инновационную деятельность без кооперации с другими фирмами, университетами, научными институтами и т. д., особенно если это стартап. При финансировании стартапов в венчурной индустрии действует правило «пяти миль» или «20 минут», которое подразумевает, что инвестор должен располагаться в непосредственной близости от инновационного проекта, чтобы оказывать информационно-консалтинговую поддержку, участвовать в работе фирмы, снижая таким образом свои финансовые риски. Передача неявных знаний от предпринимателя-учителя, от венчурного инвестора, от предприятия-«инкубатора» к спин-оффу происходит на локальном и региональном уровнях. Таким образом, предпринимательская активность также имеет ярко выраженную географическую специфику, которая фактически не учитывается в законодательных актах в России.
Пространственная диффузия инноваций
Значимым разделом географии инноваций в России (в отличие от американской школы) является изучение факторов, влияющих на диффузию нововведений. Одним из первых на пространственную неоднородность этих процессов обратил внимание Ц. Грилихес, но наиболее весомый вклад внес Т. Хегерстранд. Скорость распространения новых технологий определяется не только близостью источника инновации, но и концентрацией новаторов, которая выше в крупных агломерациях, поэтому часто преобладает иерархическая модель диффузии. Указанные факторы влияют на первых этапах внедрения новых технологий, но позднее новый продукт концентрируется на территориях с оптимальным сочетанием классических факторов размещения. Например, проникновение сотовой связи на начальных этапах в России было наиболее высоким в Санкт-Петербурге благодаря близости источника технологий, а Москва с наиболее высоким платежеспособным спросом стала лидером несколько позднее.

## Практическая значимость
Успешные примеры высокотехнологичных кластеров в США (Кремниевая долина, Трасса 128, Северная Каролина), России (Академгородки в Новосибирская, Томская области), Великобритании (Кембридж), Германии (Баден-Вюртемберг), Франции (София-Антиполис), Канаде (Монреаль), Японии (Цукуба) и в других странах доказывают необходимость изучения и применения закономерностей географии инноваций в прикладной деятельности. В частности требуется проведения вариативной инновационной политики в соответствии с типами регионов, различных по потенциалу и специализации, то есть на принципах умной специализации.
Отдельное направление исследований посвящено оценке эффективности инновационной политики.